# Буж (медичний інструмент)
У медицині буж, зонд, розширювач або дилататор — інструмент для зондування та розширення проходів всередині тіла, найвідомішими прикладами яких є уретральні та маткові бужі.

## Уретральні бужі
Уретральні бужі призначені для введення в чоловічий або жіночий сечівник з метою розтягування або усунення стриктури. Існує кілька різних типів уретральних бужів.

## Маткові бужі

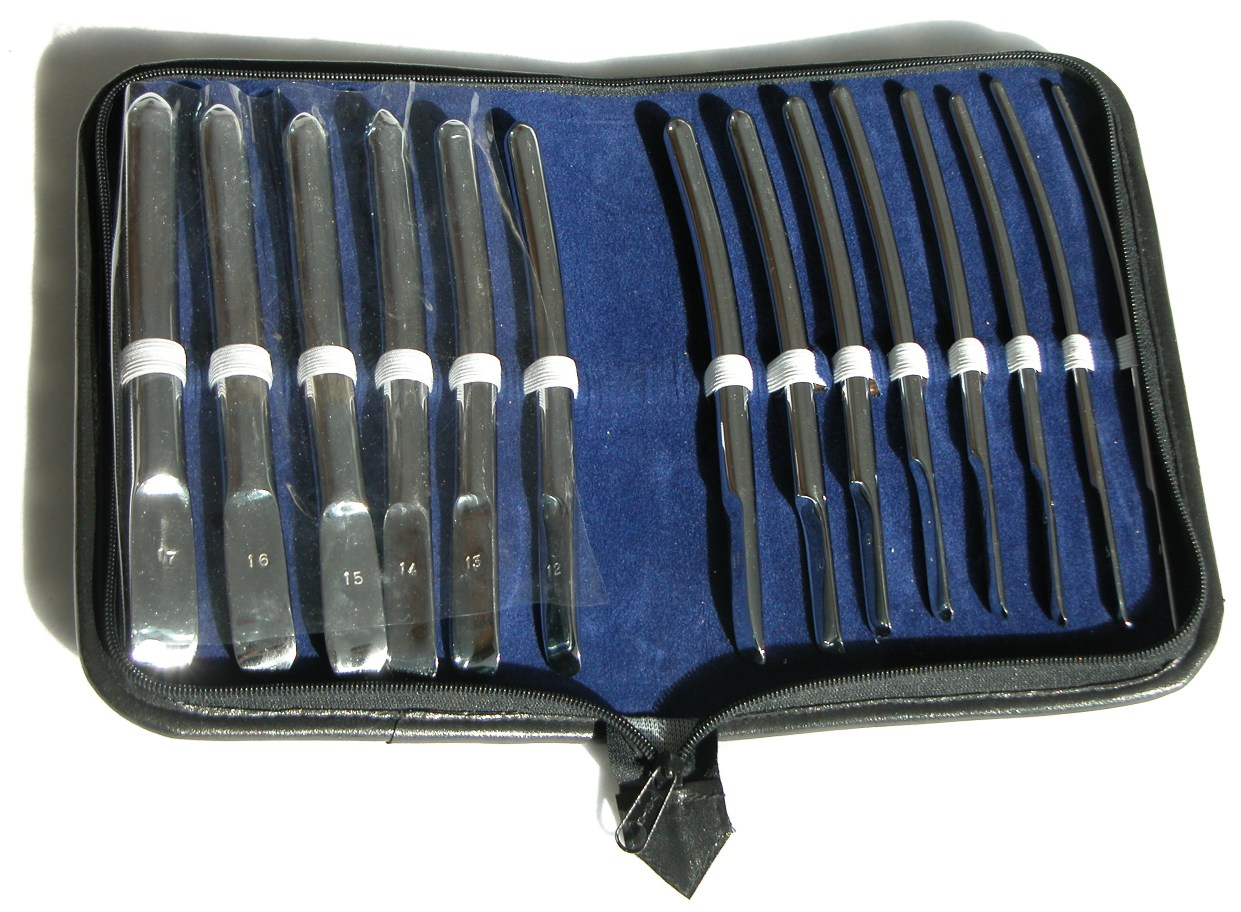
Маточні розширювачі Геґара діаметром від 4 мм (праворуч) до 17 мм (ліворуч).

Ці бужі призначені для зондування матки жінки через шийку матки, для вимірювання довжини та визначення напрямку цервікального каналу та матки. Розширювачі в основному використовуються для відкриття та розширення шийки матки, щоб отримати доступ до порожнини матки, але також можуть використовуватися як бужі.
Бужування матки може бути виконане перед трансплантацією ембріона, щоб визначити глибину матки та те, наскільки легко катетер для трансплантації ембріонів можна пропустити через шийку матки. У такому випадку це також називають пробною трансплантацією. Ця процедура також виконується перед уведенням внутрішньоматкової спіралі (ВМС) для визначення довжини та напрямку цервікального каналу та матки. Це знижує ризик перфорації матки внутрішньоматковою спіраллю. Це може статися, якщо ВМС введено занадто глибоко або під неправильним кутом.
Найпоширенішим типом маткового бужа є буж Геґара.